# 社会愛国主義
社会愛国主義（しゃかいあいこくしゅぎ）または社会的愛国主義（英語: Social Patriotism）は、愛国主義と社会主義を一体化させた政治用語。

## 概要
社会愛国主義の用語は、第一次世界大戦の初頭に多くの社会民主主義者が彼らの政府の参戦を支持してプロレタリア国際主義を放棄した時に、それを批判する立場から使用された。
1915年にスイスの Zimmerwald で開催された国際社会主義者会議（en:Zimmerwald Conference）では、「社会愛国主義」とは、ドイツのカール・カウツキー支持者などや、フランスやオーストリアの多数派、イギリスの一部の指導者であるヘンリー・ハインドマンやフェビアン協会など、ロシアの一部の指導者であるゲオルギー・プレハーノフや Ilia Rubanovich や Nasha Zarya （en）などの、「以前の社会民主主義の指導者による公然とした愛国的な多数派」と定義された。
なお、同時期の類似の言葉には「社会帝国主義」や「社会排外主義」（Social chauvinism）がある。

## その他
- 後にレフ・トロツキーは Jules Guesde (en)への公開書簡「社会愛国主義に対抗して」を書いた[1]。

- 類似の用語に「社会主義的愛国主義」があるが、これは金日成が著作で「社会主義、共産主義をめざす労働者階級と勤労人民の愛国主義」として、肯定的な意味で使用している[2]。

- ベトナム民主共和国の最高指導者であったホー・チ・ミンの革命前の変名が「グエン・アイ・クォック」（阮愛國）であったように、ベトナムの社会主義体制も愛国主義の趣きが強い。

- 中華人民共和国もまた建国以来一貫して「愛国」を肯定的価値として掲げており、2012年に打ち出された社会主義核心価値観の12項目のひとつにも「愛国」がある。

- 反米愛国路線 - 文化大革命の評価をめぐり、日本共産党（左派）神奈川県委員会に反目して分裂・結成された新左翼団体「日本共産党（革命左派）神奈川県委員会」が掲げていた政治思想。多くの左翼（伝統的左翼、新左翼、中道左派）が性善説に基づいた思想であるのに対し、同思想は性悪説に根ざしており、子供への体罰教育容認などの特色を持つ。同団体に所属していた永田洋子グループについては、連合赤軍合流の際に同路線を放棄している。後年、日本共産党（左派）もこれとよく似た「反米帝・反売国の愛国正義」をスローガンに抱えている。

- ブラックパンサー党 - かつてアフリカ系アメリカ人により結成された（民族主義・共産主義および毛沢東主義を標榜していた）アメリカの新左翼団体。解党後、後継組織として新たに結成された「新ブラックパンサー党」は、民族主義・共産主義を掲げていた点では共通していたが、毛沢東主義は排し、反ユダヤ主義を思想テーゼに加えていた。

- 紅衛党 - かつてアメリカに存在した毛沢東主義政治団体。

## 参照
1. ↑  Against social-patriotism:an open letter to Jules Guesde (Leon Trotsky)
2. ↑  金日成著作集